# Blennerville windmill
De Blennerville Windmill is een 21,30 m hoge,  stenenstelling windmolen in Blennerville, County Kerry, Ierland. De molen heeft vier verdiepingen, maalzolder, tussenzolder, steenzolder en kapzolder.
De molen is gebouwd in 1800 in opdracht van Rowland Blennerhassett en heeft twee maalstoelen met op de bolspil een tandwiel dat door het spoorwiel met houten kammen wordt aangedreven. De maalstenen zijn franse stenen. De molen werd gebruikt voor het malen van tarwe, zowel voor de plaatselijke bevolking als voor export naar Groot-Brittannië. Aan het eind van de 19e eeuw begon de molen te vervallen door de opkomst van de stoommachine, de verzilting van het rivierkanaal naar Blennerville, de opening van het Tralee Ship Canal in 1846 en de bouw van de Fenit-haven in 1880. In 1981 kocht de stad Tralee in het Urban District Council de molen aan en begon de restauratie van de molen in juni 1984. De gerestaureerde molen werd in 1990 officieel geopend door taoiseach (premier) Charles Haughey. Nu wordt er weer tarwe gemalen.
De houten bovenas heeft een 1000 kg zware gietijzeren insteekkop.
De molen heeft een oudhollands gevlucht van 18,29 meter (60 voet) met houten borstroeden (roeden met oplangers).
Het bovenwiel en de bonkelaar hebben een conische vertanding met ijzeren tanden.
Het kruiwerk wordt buiten de molen met een kruiketting over een kettingwiel bediend. Door de kleine overbrenging gaat het kruien zeer langzaam, 180 graden kruien duurt ongeveer twee uur. De kap ligt op een kruiwerk dat uit zes wielen bestaat.
Het luiwerk heeft een conisch luiwiel, dat onder de bonkelaar wordt aangedreven.
De Vlaamse vang heeft geen wipstok en pal. De bediening van de vang gebeurt vanaf de stelling en de grond via een polypropeentouw over een katrol.
Op de nu lege tussenzolder staat de taatspot van de ronde koninsspil van douglashout met daarnaast een ijzeren constructie, waar vroeger een motor in stond. Ook zitten hier de lichtwerken van de maalkoppels en het spoorwiel. De aandrijving van de molenstenen gebeurt dus van onderen. Het lichtwerk bestaat uit een ijzeren handel op een schroefdraad. De molenstenen kunnen niet uit het werk worden gezet.
Er is tevens een bezoekerscentrum met een handwerkcentrum, modelspoorbanen, kunstgalerie, audio-visuele presentatie en restaurant.
Er worden in de molen rondleidingen met een gids gegeven. De Blennerville Windmill is nu de enige commerciële windmolen in Ierland.

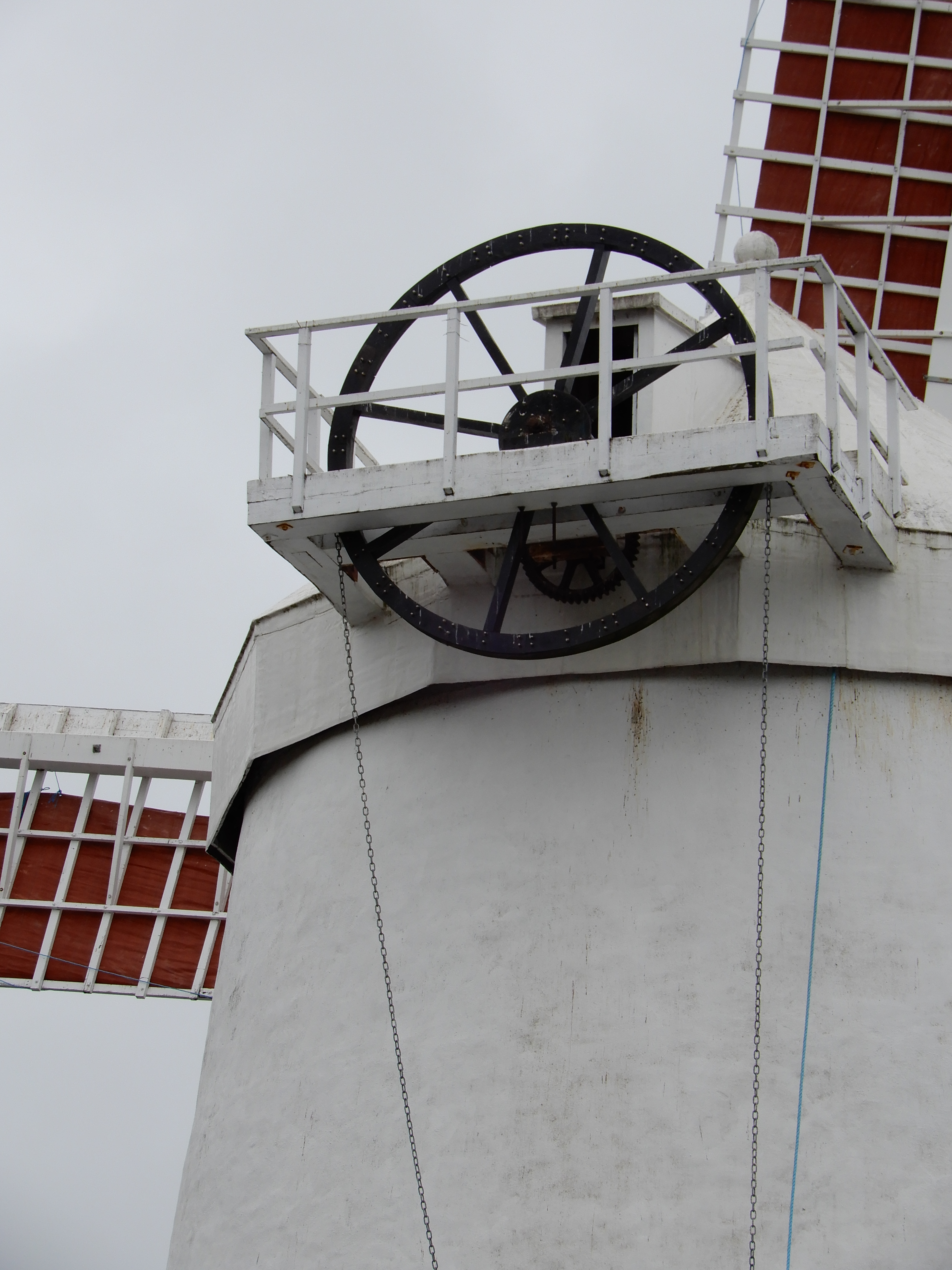
Kruiwiel met kruiketting en daarachter de vangreep
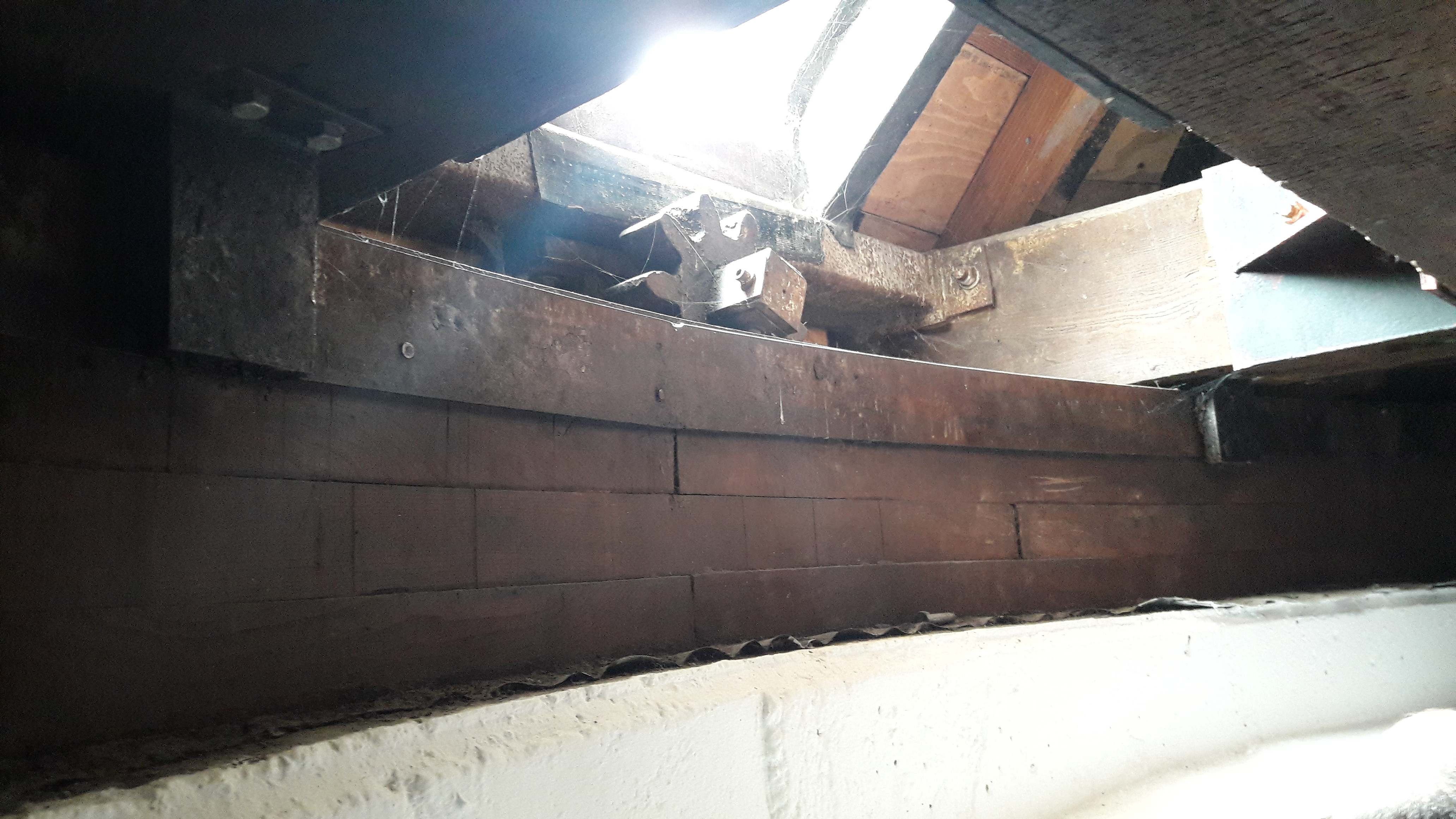
Kruirondsel
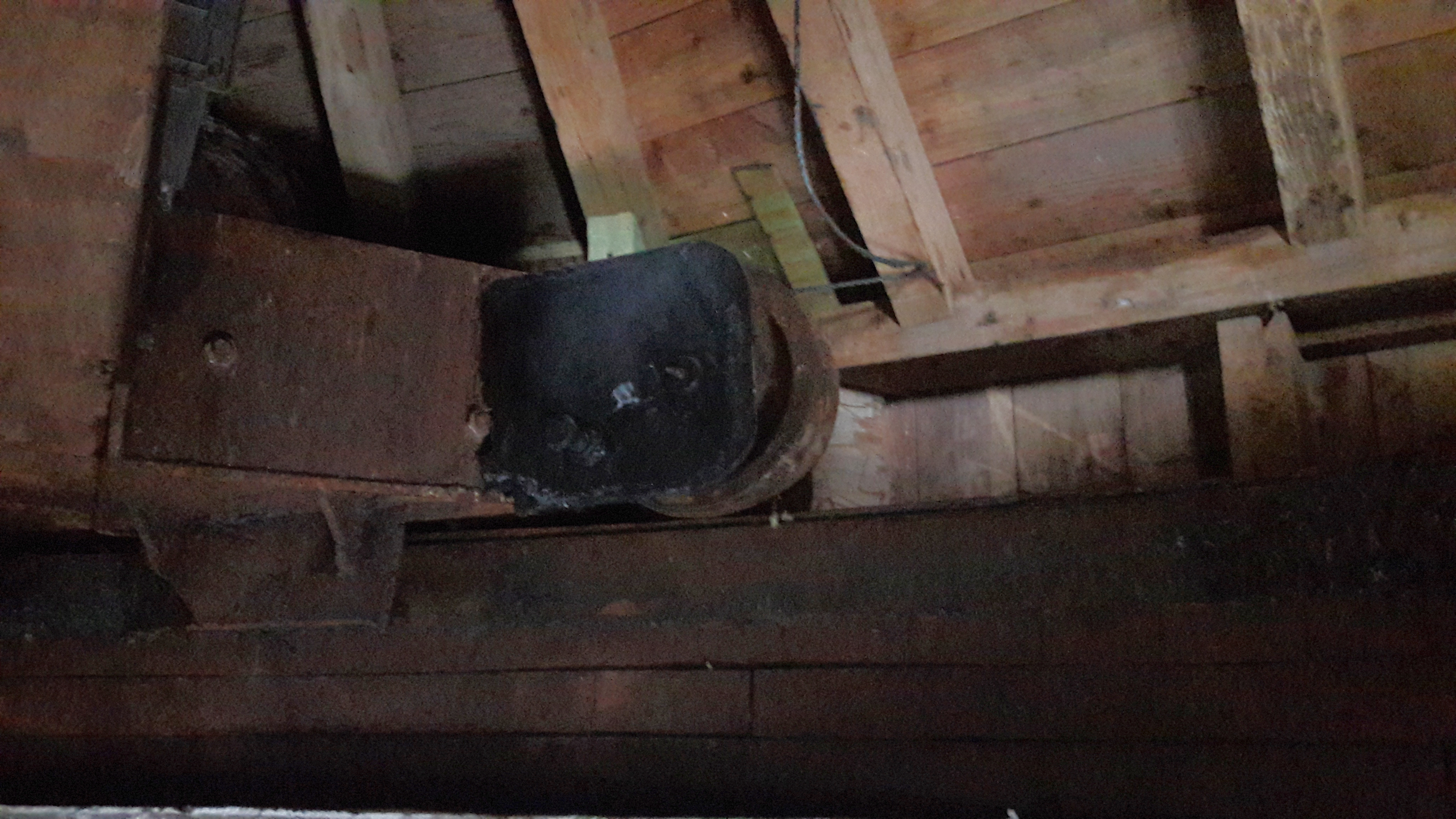
Kruiwerk
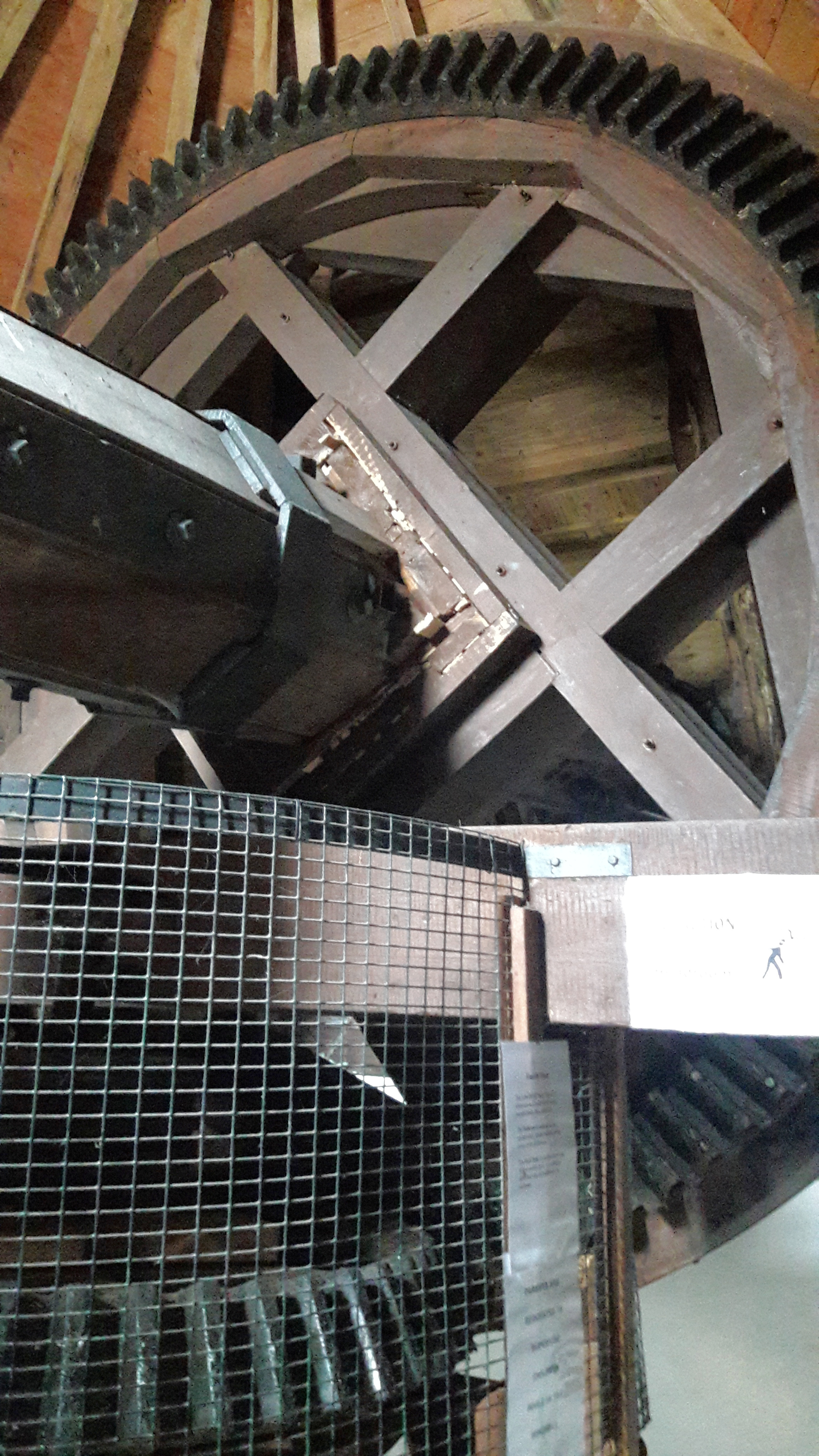
Bovenwiel met bonkelaar
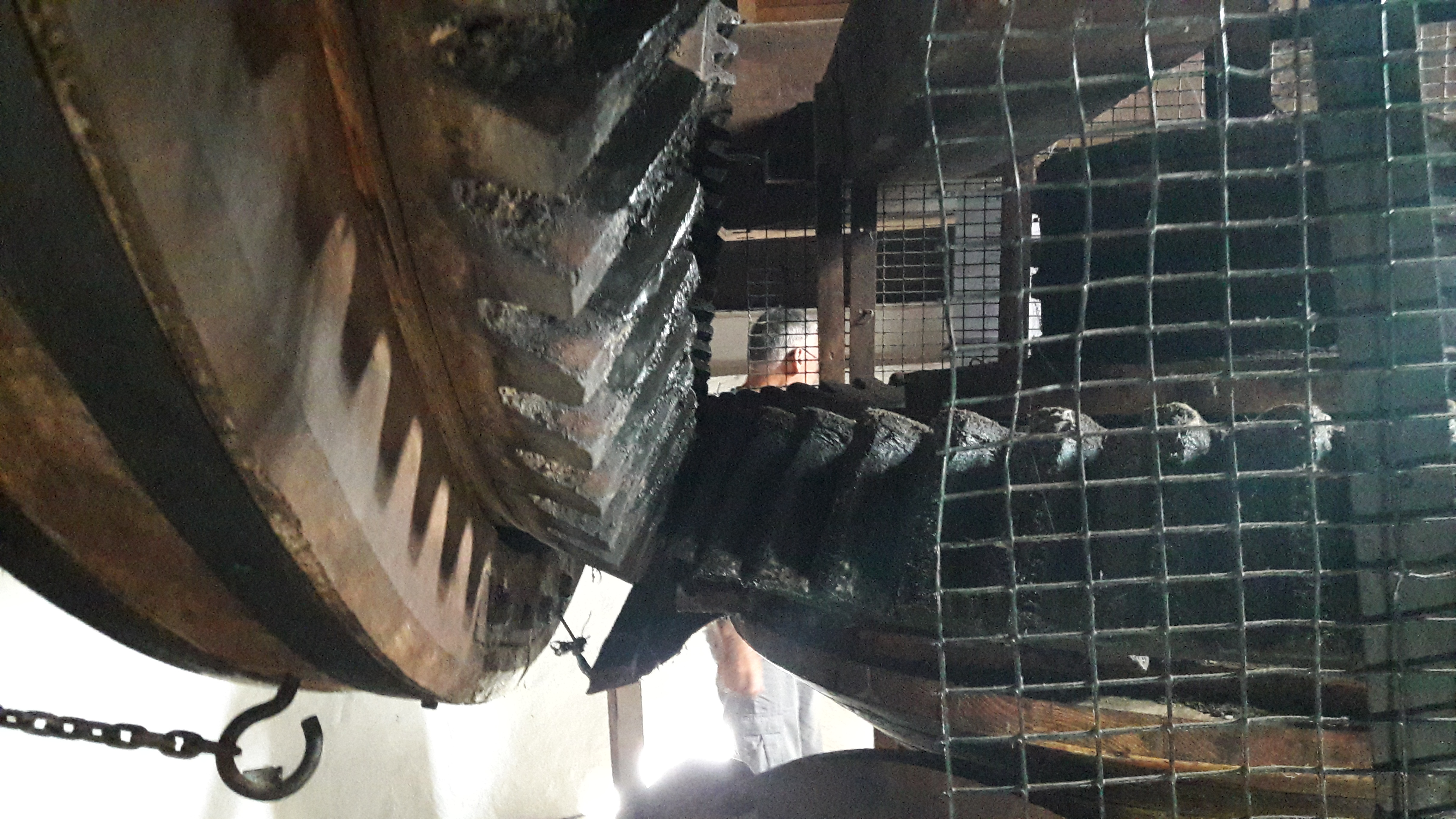
Bovenwiel met bonkelaar
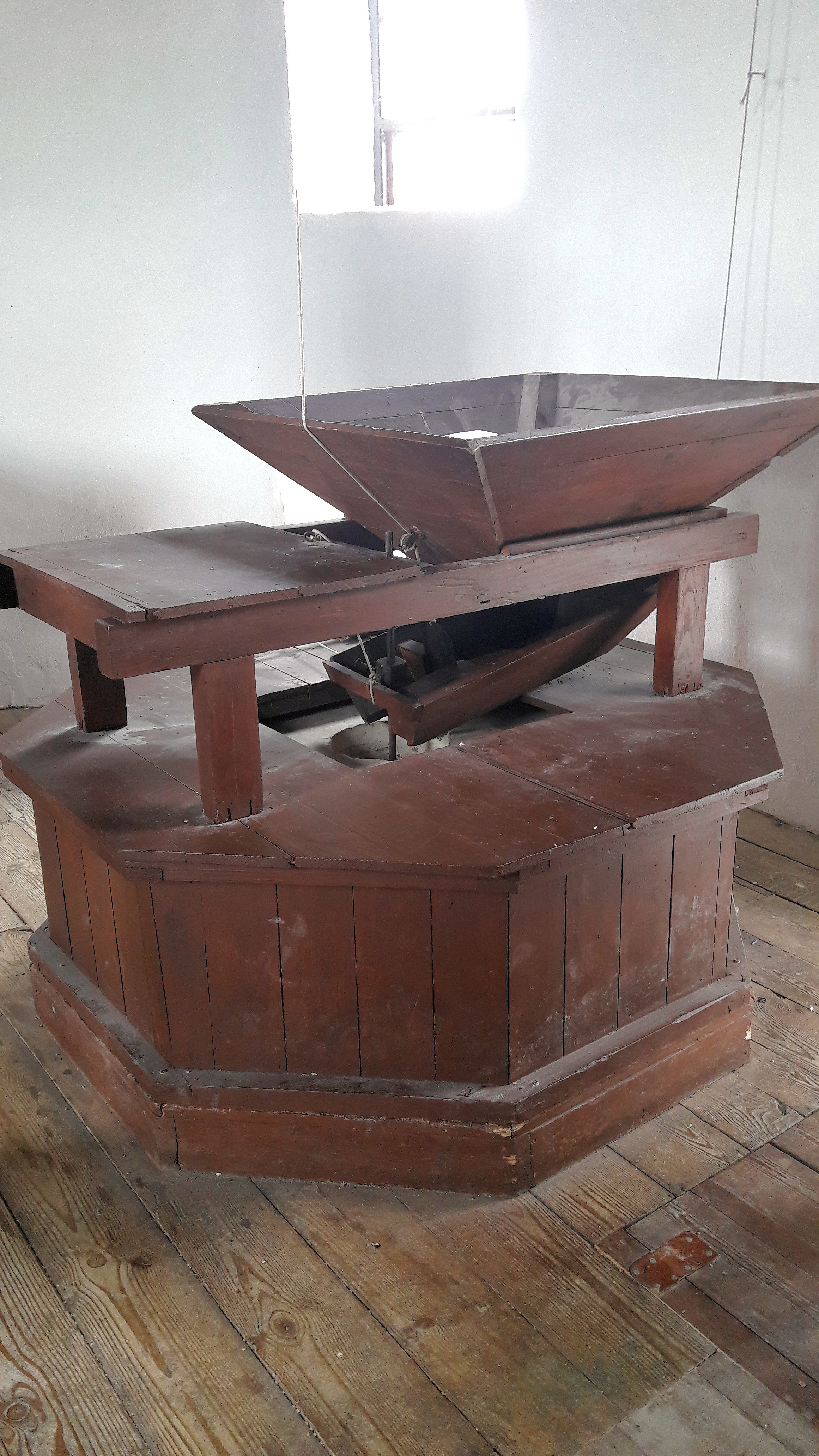
Maalkoppel
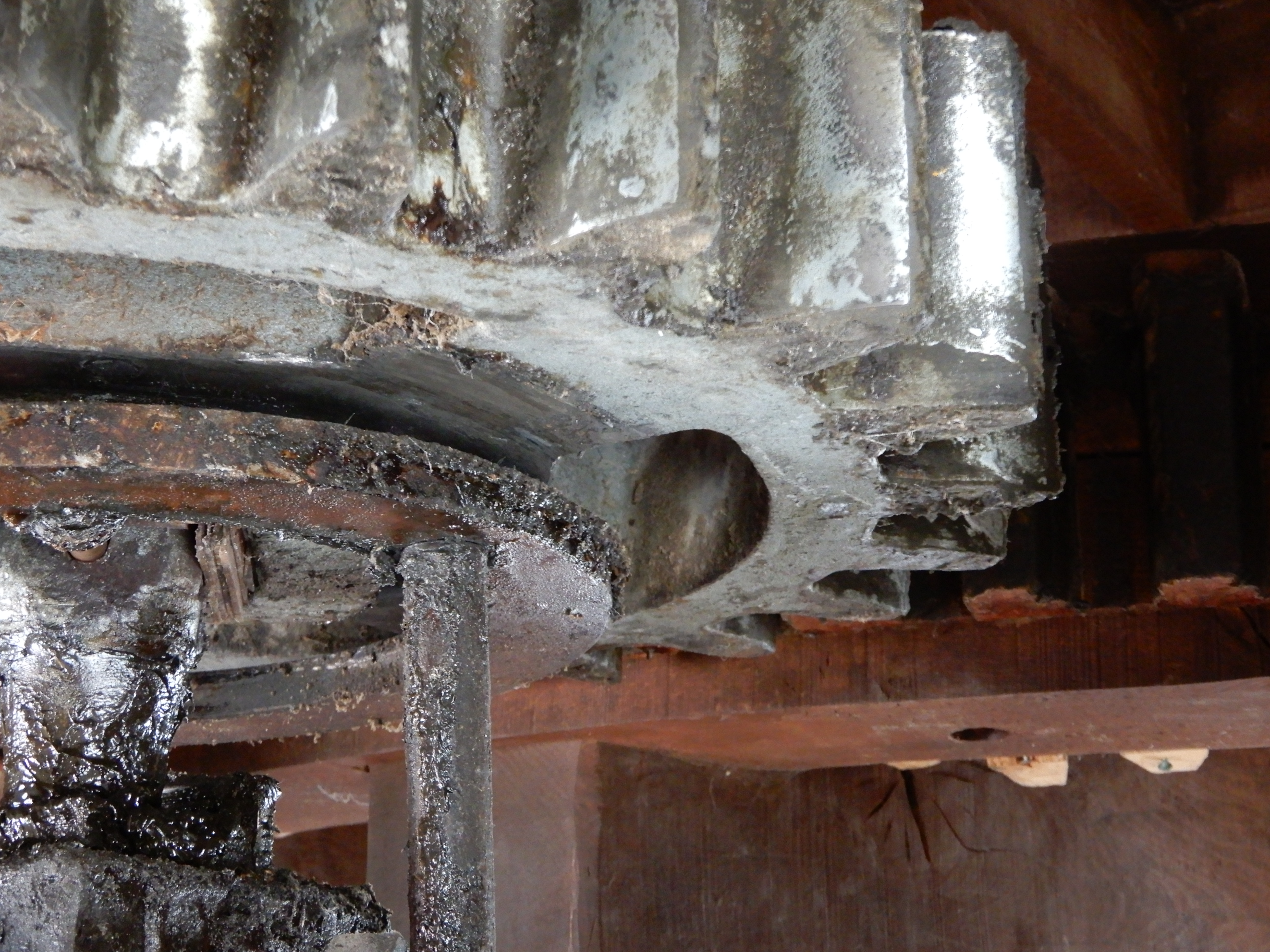
Taats bolspil
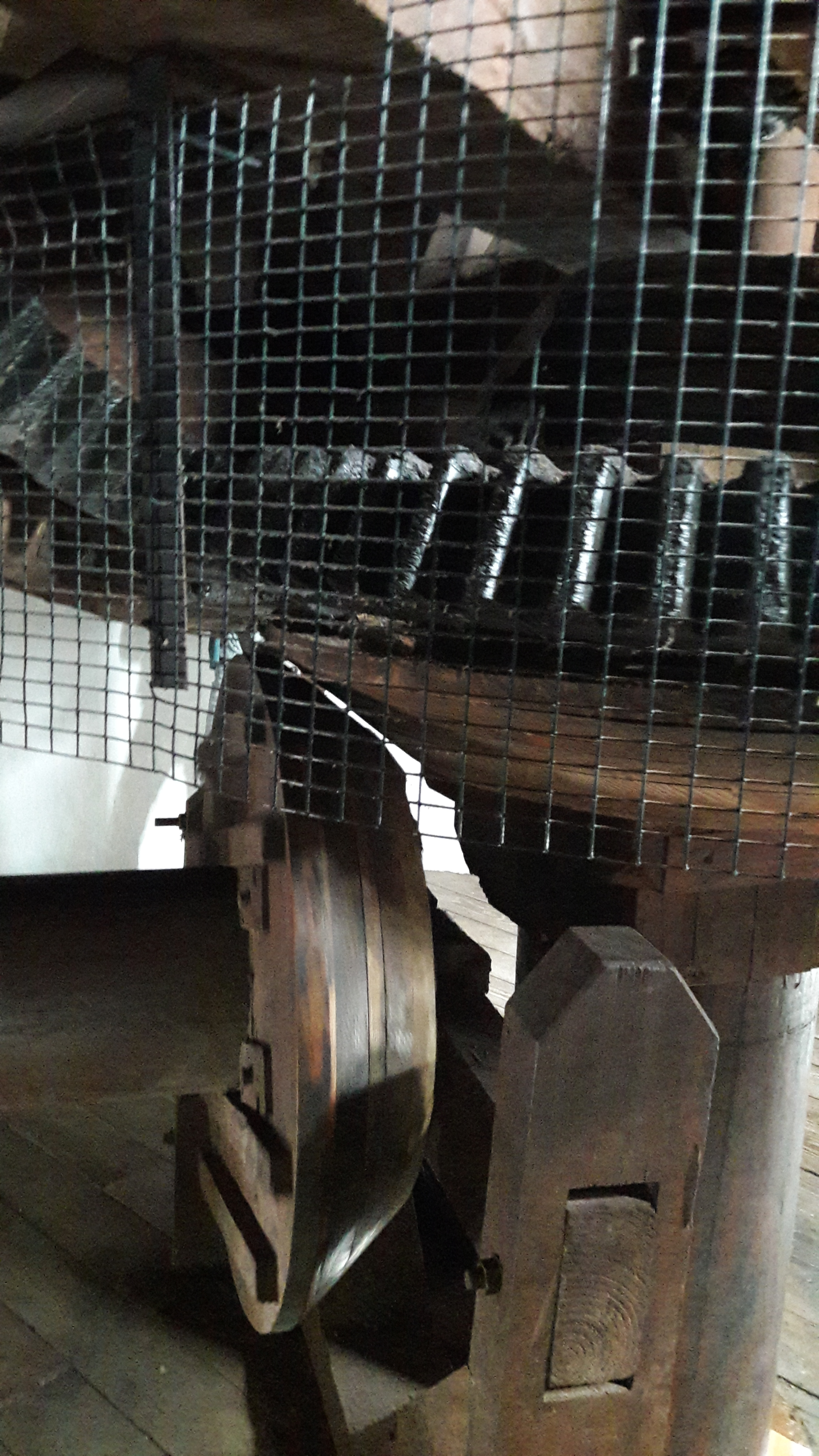
Luitafel
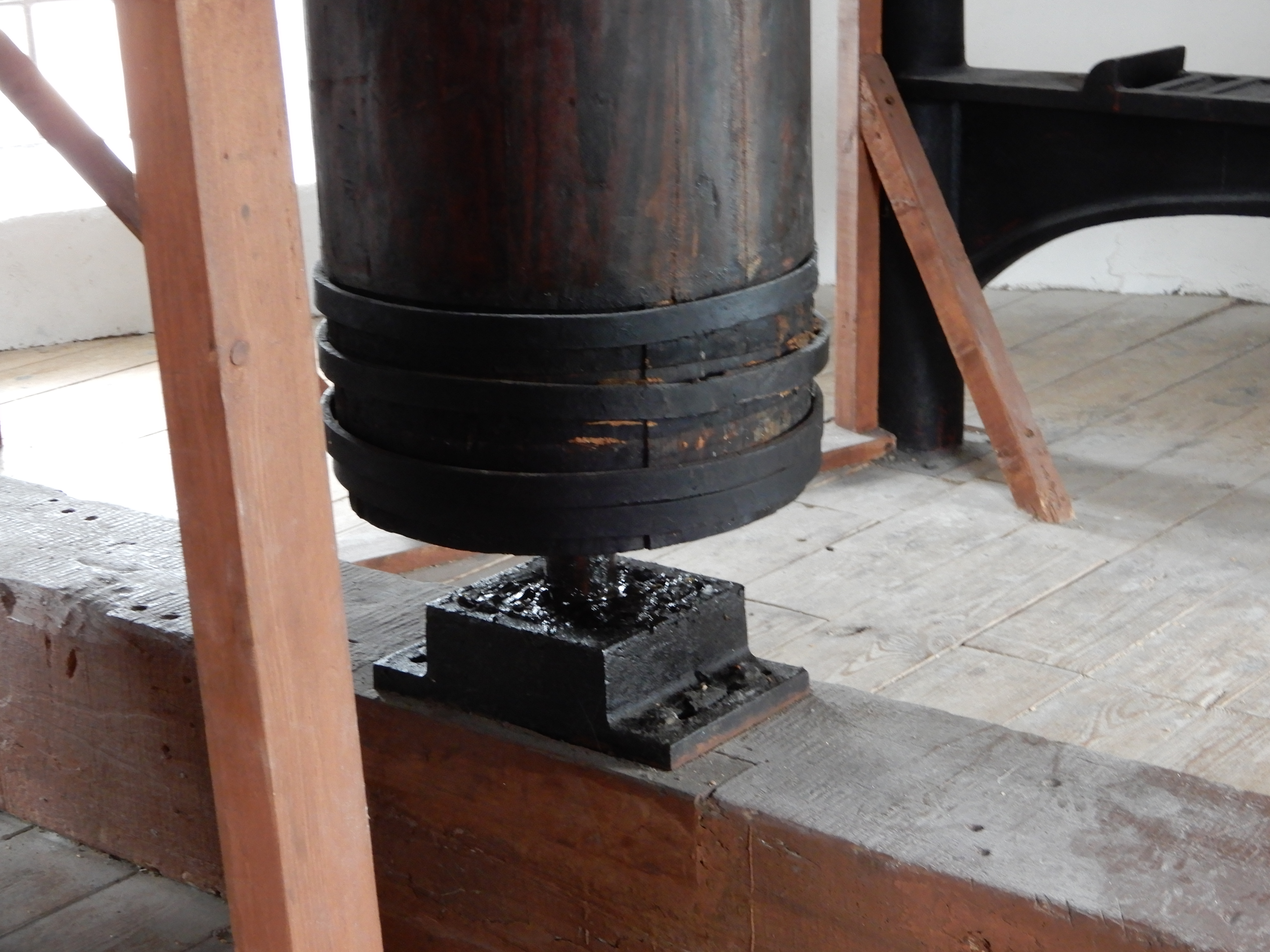
Taats koningsspil
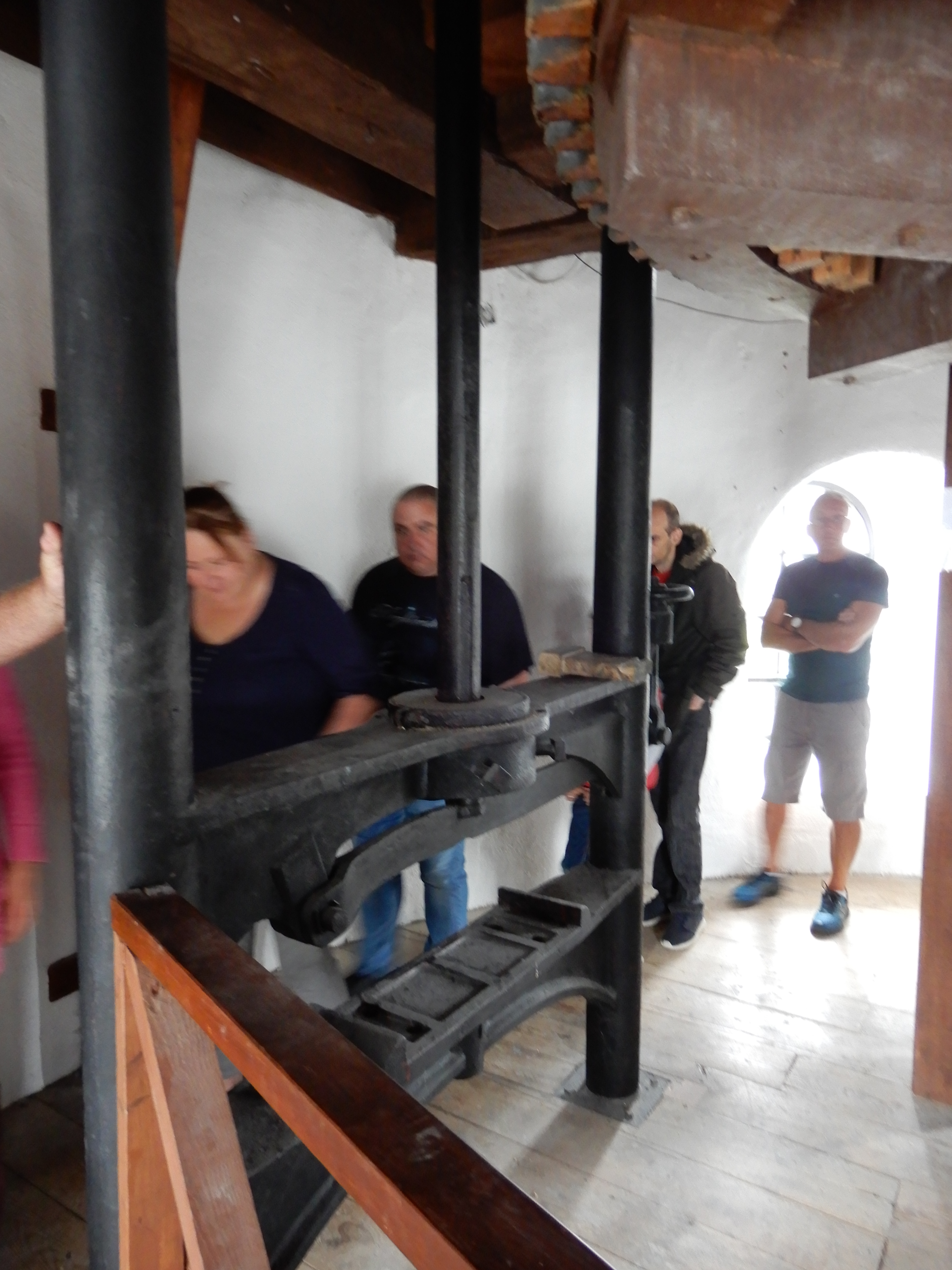
Standaard voor voormalige motor en rechts boven een klein deel van het spoorwiel